# 沈福仁
沈福仁（1984年2月6日—），臺灣棒球選手，前中華職棒義大犀牛隊選手，現在則效力於業餘甲組成棒的臺南市成棒隊，守備位置為一壘手。

## 生涯
原本2007年底與興農牛簽約後擔任中繼投手，但於2010年8月右肩關節唇撕裂傷開刀，休養1年多回到球場仍無法投球，仍想在球場奮戰的他，毅然決定棄投從打，沈福仁在2006年世界大學棒球錦標賽拿過最佳一壘手，在大學也擔任游擊手，有內野守備的底子。
2014年1月15日，向義大犀牛隊提出自請離隊。
2014年1月28日，參加臺南市成棒隊成立後的第一次球員測試會，並且獲得錄取。

## 經歷
- 台南市崇學國小少棒隊
- 台南市民德國中青少棒隊
- 台南縣善化高中青棒隊
- 台北體院棒球隊（榮工）
- 興農牛隊代訓球員
- 中華職棒興農牛隊（2008年－2012年12月16日)
- 中華職棒義大犀牛隊(2012年12月17日－2014年1月15日)
- 臺南市成棒隊（2014年－）

## 職棒生涯成績

### 投球成績
| 年度   | 球隊   | 出賽 | 勝投 | 敗投 | 中繼 | 救援 | 完投 | 完封 | 四死 | 三振 | 責失 | 投球局數 | 防禦率 |
| ------ | ------ | ---- | ---- | ---- | ---- | ---- | ---- | ---- | ---- | ---- | ---- | -------- | ------ |
| 2008年 | 興農牛 | 27   | 4    | 5    | 1    | 0    | 0    | 0    | 44   | 38   | 44   | 95.2     | 4.14   |
| 2009年 | 興農牛 | 40   | 1    | 2    | 6    | 3    | 0    | 0    | 40   | 33   | 27   | 59.2     | 4.072  |
| 2010年 | 興農牛 | 21   | 1    | 0    | 3    | 0    | 0    | 0    | 12   | 23   | 5    | 33.2     | 1.336  |
| 合計   | 3年    | 88   | 6    | 7    | 10   | 3    | 0    | 0    | 96   | 94   | 76   | 189.0    | 3.619  |

### 打擊成績
| 年度 | 球隊     | 出賽 | 打數 | 安打 | 全壘打 | 打點 | 得分 | 盜壘 | 四死 | 被三振 | 壘打數 | 雙殺打 | 打擊率 | 上壘率 | 長打率 | OPS   |
| ---- | -------- | ---- | ---- | ---- | ------ | ---- | ---- | ---- | ---- | ------ | ------ | ------ | ------ | ------ | ------ | ----- |
| 2012 | 興農牛   | 25   | 65   | 18   | 0      | 6    | 9    | 0    | 2    | 16     | 19     | 2      | 0.277  | 0.299  | 0.292  | 0.591 |
| 2013 | 義大犀牛 | 17   | 36   | 12   | 1      | 8    | 8    | 1    | 2    | 9      | 15     | 0      | 0.333  | 0.368  | 0.417  | 0.785 |
| 合計 | 2年      | 42   | 101  | 30   | 1      | 14   | 17   | 1    | 4    | 25     | 34     | 2      | 0.297  | 0.324  | 0.337  | 0.661 |

## 特殊事蹟
二軍總冠軍紀錄：

1. 2013年義大二軍以4勝2敗，榮獲2013二軍賽總冠軍殊榮，隊史首次二軍總冠軍

第五戰：沈福仁單場5安打，平二軍總冠軍賽記錄

沈福仁連續10打席上壘、連續9打數安打，破二軍總冠軍賽記錄(2013/10/5~)

沈福仁本季二軍總冠軍賽累計10得分，破二軍總冠軍賽記錄

沈福仁本季二軍總冠軍賽累計15安打(6場)，破二軍總冠軍賽僅6場賽事的系列賽記錄

一軍季賽紀錄：
1. 生涯首轟滿貫砲：義大犀牛例行賽最後一戰，靠著沈福仁的滿貫全壘打，以7比2贏球，粉碎Lamigo桃猿晉級季後賽的夢想。 9局上，犀牛1出局攻佔滿壘，猿隊以終結者雷弋士入替先發投手曾兆豪，雷弋士練投之際，獅隊擊敗兄弟象奪得下半季冠軍，雷弋士的第1球就被沈福仁轟出左外野全壘打牆。「那球是滑球，有些偏高，打出去還蠻開心的。」沈福仁說。「勢必要把沈福仁帶進總冠軍賽，他的身高優勢，打擊也值得期待，加上二軍的表現，可以讓教練團信任。」總教練曾智偵說。沈福仁上週之前本季只在一軍出賽13場，10月初在二軍總冠軍賽打擊大爆發，打擊率0.625，創下連9打數安打紀錄，10月9日被叫上一軍。01月16日義大領隊謝秉育證實沈福仁因想回家做生意，決定不再打職棒。

## 外部連結
- 沈福仁在台灣棒球維基館上的頁面（繁體中文）
- 球員資訊和成績在中華職棒官網（中文）